# Бэкъярд-рестлинг

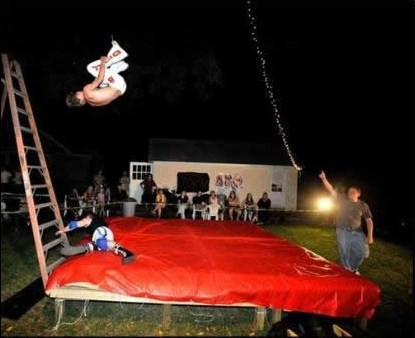

Бэкъя́рд-рестлинг, бэкъя́рд, дворовый рестлинг (англ. Backyard wrestling) — это хобби или спорт, заключающийся в проведении рестлинга, обычно в малобюджетных условиях, например, на заднем дворе (англ. backyard). Хотя бэкъярд не узаконен, он часто организуется в федерации. Большинство бэкъярд-рестлеров просто подражают современному рестлингу, хотя небольшой процент имеет опыт, полученный в школе рестлинга или из руководств в интернете.

## История
Профессиональные работники индустрии рестлинга обычно выступают против бэкъярда. Пик его популярности пришелся на 1996—2001 годы, период расцвета рестлинга, известный как The Attitude Era, когда рискованные трюки, в частности в исполнении Мика Фоли, оказывали сильное влияние на фанатов рестлинга. В конце 1980-х и начале 1990-х годов дворовый рестлинг часто привлекал внимание СМИ как позитивная тема, но он все чаще становился безрассудным и опасным, вызывая беспокойство родителей и рестлинг-промоушнов. В ответ на это WWE начала выпускать в эфир рекламу, подчеркивающую опасность и стремящуюся удержать фанатов от повторения действий, увиденных на их ринге.
Бэкъярд может происходить в таких местах, как парки, поля и склады. Изначально события, снятые на видеокамеру, передавались от человека к человеку, но всё чаще стали попадать в открытый доступ в интернет. В итоге бэкъярд попал в мейнстрим: было выпущено несколько дисков Best of Backyard Wrestling, две видеоигры под названием Backyard Wrestling: Don’t Try This at Home и Backyard Wrestling 2: There Goes the Neighborhood, а также документальный фильм 2002 года под названием The Backyard.
В мае 2015 года на канале Global News вышел сюжет о VBW, организации бэкъярд-рестлинга на тихоокеанском северо-западе, которая выпускает эпизоды для публичных стриминговых сервисов. Сегмент, который вел спортивный режиссёр и ведущий Сквайр Барнс, следовал за командой, пока они готовились к выпуску крупнейшего события организации, Yardstock 2015. В 2016 году компания A-List Productions выпустила двухчасовой документальный фильм под названием The Link, рассказывающий о более чем десятилетии бэкъярда, начавшегося в начале 2000-х годов, с участниками по всей территории США, Канады и Великобритании, а также об их следе в профессиональном рестлинг-бизнесе.